# CHIVA
CHIVA é uma técnica de cirurgia de varizes desenvolvida pelo professor Claude Franceschi em 1985 e publicada em 1988, para tratamento da insuficiência venosa, habitualmente chamada "varizes". CHIVA é um acrônimo de Cura Conservadora e Hemodinâmica da Insuficiência Venosa em Ambulatório (do francês Cure conservatrice et hemodynamique de l’insufficience veineuse en ambulatoires). Tem por objetivo resolver a doença venosa crônica sem destruir o capital venosa da perna do doente.  
A técnica parte da premissa que o fator que leva ao aumento de tamanho das veias para se transformarem em varizes e todos seus sintomas é o aumento da pressão dentro da veia (pressão transmural). Logo, se for resolvida a comunicação venosa que está aumentando essa pressão será resolvido o caso clínico do paciente.   
Inicialmente a técnica surgiu com ideia de manter a safena para pontes de safena, o que permanece importante até hoje. Ao longo dos anos se viu que a safena mantida facilita a circulação da perna em caso se desenvolva uma trombose venosa profunda no futuro, caso o paciente tenha um trauma na perna e caso desenvolva outras fontes de varizes que não a inicialmente tratada. A vida da pessoa é longa após cirurgia de varizes e existem diversos fatores que podem levar a novas fontes de varizes - gestação, ganho de peso,  cirurgias, propensão genética para varizes entre outros fatores.   

As veias mais profundas estão envolvidas em músculos e fáscia fortes, a safena em fáscia fraca e as veias da pele não tem fáscia. Quanto mais forte a fáscia e musculatura ao redor da veia, mais facilidade ela tem em manter seu tamanho e enviar o sangue em direção ao coração. As veias que mais dilatam são as mais superficiais como se vê na imagem da ecografia.

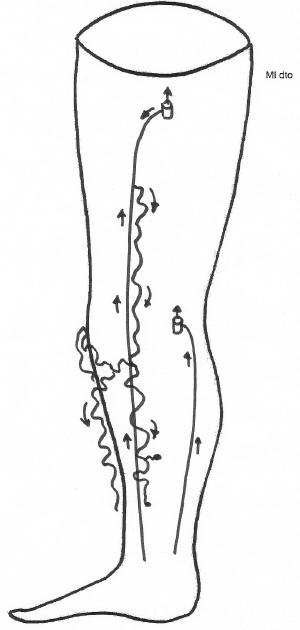
Cartografia venosa

## Como funciona
Trata-se de uma técnica com base na Hemodinâmica Venosa, cuja finalidade é a de restabelecer a drenagem do sistema venoso superficial para o profundo, eliminando vazamentos de sangue venoso profundo para superficial, e consequentemente diminuição na pressão e tamanho das veias afetadas. A integridade do sistema venoso é assim respeitada e as veias safenas não são destruídas.
O estudo do paciente deverá ser feito com um ecodoppler venoso dos membros inferiores, executado por ecografista com formação hemodinâmica e presença do cirurgião. A presença e formação hemodinâmica do cirurgião vascular também é fundamental para o sucesso da técnica  . O conhecimento aprofundado da Hemodinâmica venosa é essencial para a eficácia do método. Uma cartografia, complementa o exame e servirá de base à decisão cirúrgica.
É assim uma técnica de difícil expansão no mundo pois necessita de conhecimento e interação ecodoppler/cirurgião. No Brasil o EcoDoppler usualmente não é feito pela equipe cirúrgica, mas existem algumas equipes cirúrgicas que realizam o CHIVA de rotina com resultados similares aos resultados na Europa. Antes da cirurgia deverá ser efetuada uma marcação na pele (marcação pré-operatória), com a ajuda da aparelhagem de ecodoppler, a qual mostra cirurgião da localização dos locais de refluxo para serem resolvidos. 
A cirurgia consiste na ligadura de determinadas colaterais e/ou crossa escolhidas durante o ecodoppler, de modo a impedir o sangue de seguir um determinado caminho (inundando as regiões de declive) e, através de colaterais e sobretudo das veias perfurantes, drenar para as veias saudáveis de modo a restabelecer a drenagem no sentido fisiológico, ou seja, em direcção ao coração.
O doente é operado sob anestesia local, e, dependendo da localização das colaterais ligadas poderá fazer a sua vida normal dentro de 2-3 dias. Quando é necessário a intervenção a nível da crossa das veias safenas, o retorno à vida normal tem lugar uns 5-7 dias depois da cirurgia.

## Resultados
O risco cirúrgico é mínimo. A anestesia local diminui o risco de lesão de nervo periférico comum em cirurgia de varizes pois o paciente avisa se um nervo é tocado antes da lesão. A veia safena e colaterais são mantidas e em eventuais recidivas de varizes ou Trombose/trauma no futuro o caminho de drenagem está mantido.  Alguns ensaios clínicos randomizados foram realizados para comparar a CHIVA com a cirurgia que retira a safena, sendo que a CHIVA apresentou menos lesões em nervos, menos hematomas e menor recidiva nos estudos realizados. Raros casos de complicações do tipo tromboflebite superficial estão relacionados com o grau de experiência da equipa cirúrgica e com a correcta marcação pré-operatória.